# Bronwenia ferruginea
Bronwenia ferruginea är en tvåhjärtbladig växtart som först beskrevs av Antonio José Cavanilles, och fick sitt nu gällande namn av W.R.Anderson och C.Davis. Bronwenia ferruginea ingår i släktet Bronwenia och familjen Malpighiaceae. Inga underarter finns listade i Catalogue of Life.